# Bruno Lima (wielrenner)
Bruno Antero Lima Moreira (Póvoa de Varzim, 5 november 1985) is een Portugees voormalig wielrenner die in 2012 uitkwam voor Onda, een continentale ploeg. Lima werd in 2004 tweede op het Portugese kampioenschap tijdrijden voor beloften en kwam het jaar erop uit voor Milaneza Maia. Met uitzondering van 2007 reed hij enkel voor Portugese ploegen.

## Belangrijkste overwinningen
2004
2e etappe Ronde van Portugal voor beloften
2005
1e en 2e etappe Ronde van Galicië
2007
3e en 6e etappe Ronde van Cuba
2009
2e etappe Ronde van Extremadura
2010
1e etappe Trofeo Joaquim Agostinho
2011
1e etappe Ronde van Alentejo